# Kuifhaantje
Het kuifhaantje (Leptopoecile elegans) is een zangvogel uit de familie  Aegithalidae (staartmezen).

## Verspreiding en leefgebied
Deze soort telt 2 ondersoorten:
- L. e. meissneri: zuidoostelijk Tibet.
- L. e. elegans: zuidelijk China.